# Цвиккау (футбольный клуб)
ФСВ «Цвиккау» — немецкий футбольный клуб из одноименного города, Саксония. Основан в 1912 году.

## Предшественники
Предшественником команды является именитый клуб «Заксенринг» Цвиккау, однако юридически команды никак не связаны.

## История
В 1990 году играл в лиге NOFV-Oberliga Süd, в 1994 вышел во Вторую Бундеслигу. Финансовые проблемы в 2005 году привели к выбыванию в Ландеслигу Саксонии, но уже в следующем сезоне клуб выиграл путёвку в Оберлигу.
В сезоне 2015-16 "Цвиккау" победил в Регионаллиге Северо-востока и поднялись в Третью Бундеслигу. В сезоне 2022-23 клуб вылетел обратно.

## Достижения
- Вторая Бундеслига (1994 год)